# Ференц Сомбатхеї
Ференц Сомбатхеї (угор. Vitéz Szombathelyi Ferenc; 1887—1946) — угорський воєначальник, генерал-полковник.

## Життєпис
- 1931—1933 роки — начальник штабу 3-ї змішаної бригади.
- 1933—1936 роки — ад'ютант головнокомандувача армії.
- 1936—1938 роки — комендант угорської Королівської академії Святого Людовіка.
- 1938—1939 роки — заступник начальника Генерального штабу.
- 1939—1941 роки — командувач VIII корпусом (Східний фронт).
- 1941 рік — командувач Карпатської армійської групи (Східний фронт).
- 1941—1944 роки — начальник Генерального штабу і, одночасно, Головнокомандувач збройних сил.

Засуджений югославським народним судом, як військовий злочинець, до смертної кари і страчений.